# Orthodromie

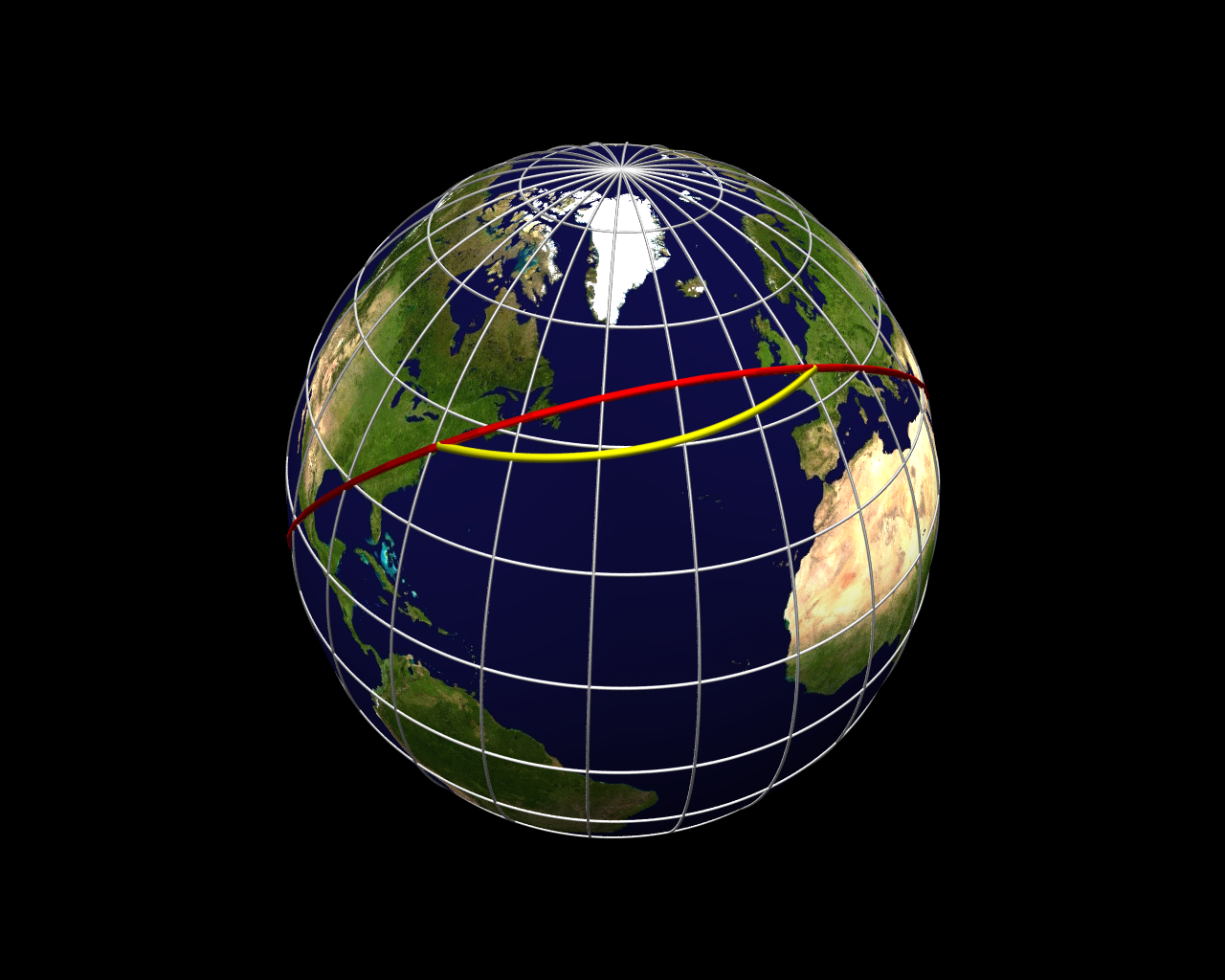
Comparaison entre les routes loxodromique (jaune) et orthodromique (rouge) entre Paris et New-York, sur la sphère terrestre.

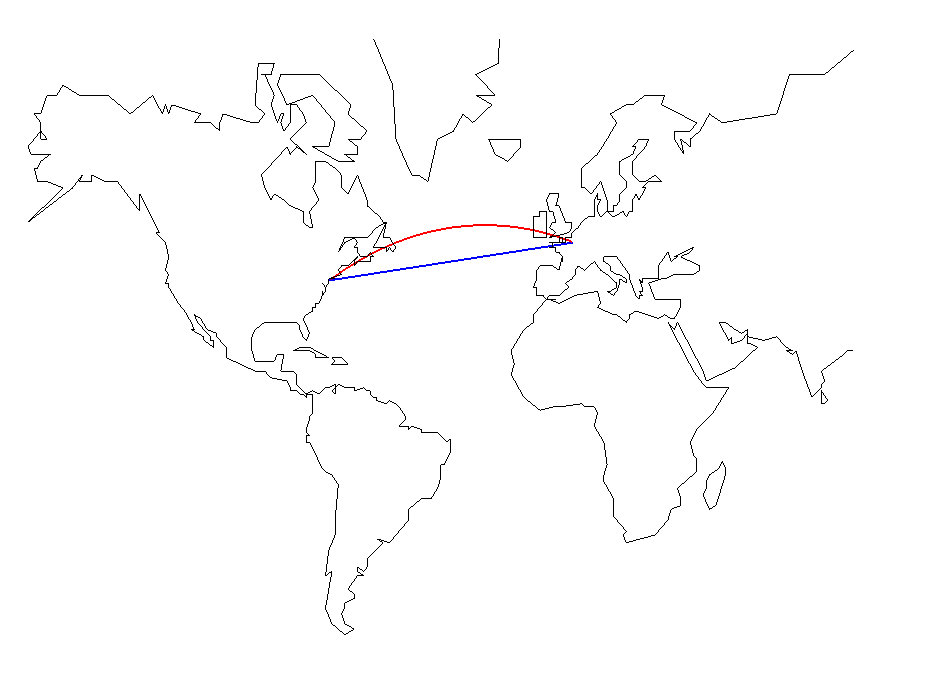
Comparaison entre les routes loxodromique (bleue) et orthodromique (rouge) entre Paris et New-York, sur une carte en projection de Mercator ; la route la plus courte est l'orthodromie.

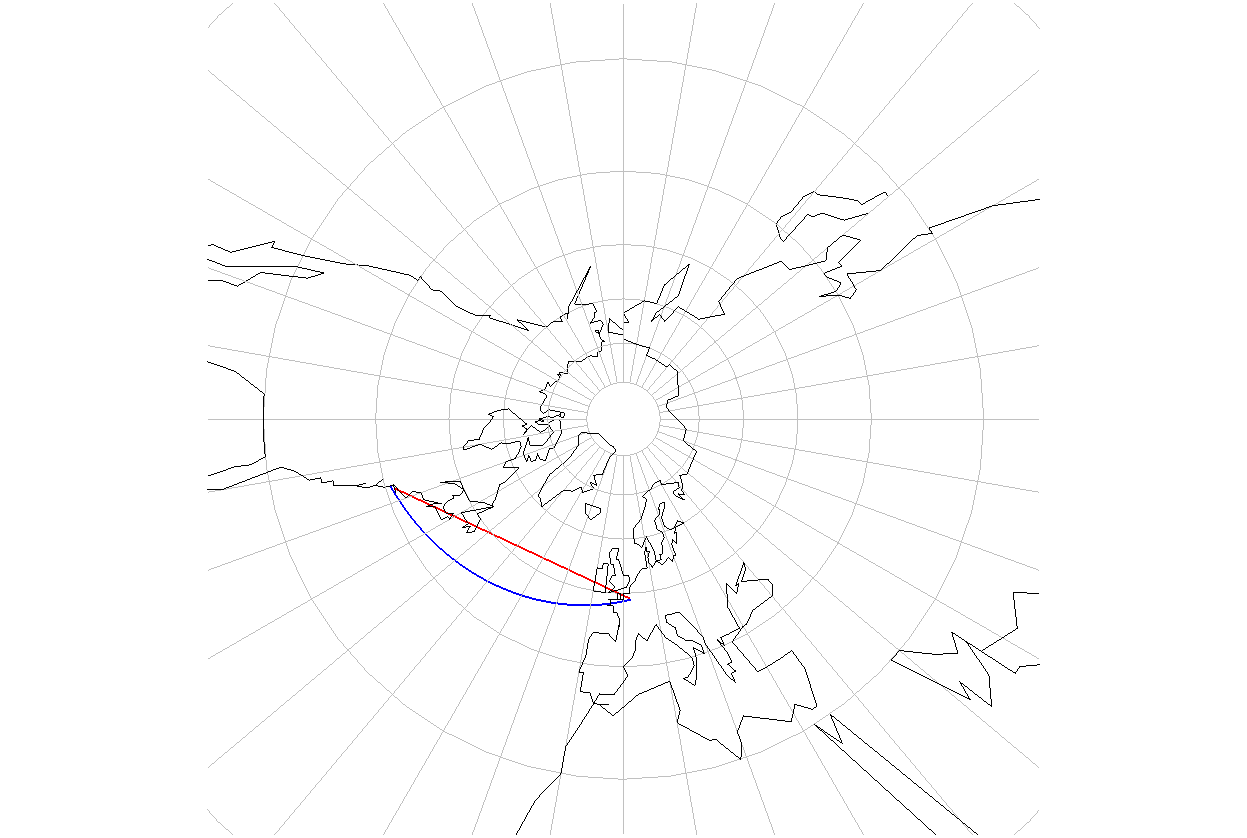
Comparaison entre les routes loxodromique (bleue) et orthodromique (rouge) entre Paris et New-York, en projection gnomonique ; la ligne droite est l'orthodromie.

L'orthodromie désigne le chemin le plus court entre deux points de la surface terrestre considérée sphérique. C'est le plus petit des deux arcs du grand cercle joignant les deux points.
Pour les navigateurs, une route orthodromique désigne ainsi la route la plus courte à la surface du globe terrestre entre deux points. Elle est l'une des géodésiques de cette surface. 
Dans le langage courant, cette plus courte distance entre deux points sur Terre est désignée sous le nom de « distance à vol d'oiseau » entre ces deux points.

## Représentation sur une carte
Sur une carte en projection de Mercator, l'orthodromie n'est généralement pas représentée par une ligne droite mais par une ligne courbe. En effet, une carte en projection de Mercator conserve les angles mais pas les distances, de sorte que c'est la loxodromie (qui coupe tous les méridiens sous un angle constant) qui y sera représentée par une ligne droite.
Sur une carte en projection gnomonique, l'orthodromie est représentée par une droite. Les cartes en projection gnomonique sont utilisées pour la navigation en latitudes élevées.
La courbe de l'orthodromie sur la carte Mercator est ouverte vers l'équateur, soit courbée vers le pôle Nord dans l'hémisphère nord, le pôle Sud dans l'hémisphère sud. Ceci signifie que pour une traversée est-ouest (et inversement) on va se rapprocher du pôle. Le point d'infléchissement de l'orthodromie s'appelle le sommet (on emploie aussi le mot français vertex, issu du latin). La détermination de la latitude du sommet (latitude maximale atteinte) est une grandeur intéressante à déterminer pour préparer une traversée circumpolaire maritime — dans l'hémisphère sud par conséquent, par exemple de la Tasmanie au cap Horn — où il importe de ne pas trop gagner en latitude en raison du danger des glaces et de la banquise. La route alors choisie se décomposera en un tronçon d'orthodromie jusqu'à la latitude extrême que l'on ne veut pas dépasser, puis en un tronçon de loxodromie à cette latitude et enfin un autre tronçon d'orthodromie pour rejoindre la destination.

## Formules relatives à l'orthodromie
Les formules ci-dessous sont données en assimilant la Terre à une sphère de 40 000 km de circonférence.

### Distance orthodromique
La distance orthodromique, ou distance du grand cercle, est la plus courte distance entre deux points sur une sphère. La surface de la Terre étant approximativement sphérique, la distance du grand cercle est généralement employée pour mesurer la distance entre deux points à sa surface, à partir de leur longitude et leur latitude, et couramment appelée dans ce contexte « distance à vol d'oiseau ».
Soit M la longueur de l'orthodromie exprimée en milles marins entre {\displaystyle A(\varphi _{A},\lambda _{A})} et {\displaystyle B(\varphi _{B},\lambda _{B})}, où {\displaystyle \varphi } désigne la latitude et {\displaystyle \lambda } la longitude. M est donnée par la formule suivante, la valeur de l'arc cosinus étant en degrés :
{\displaystyle M=60\arccos \,[\sin(\varphi _{A})\sin(\varphi _{B})+\cos(\varphi _{A})\cos(\varphi _{B})\cos(\lambda _{B}-\lambda _{A})]\,}.

Repérage d'un point P de la sphère terrestre par sa latitude φ et sa longitude λ.

En effet, en prenant le rayon de la sphère pour unité, les coordonnées cartésiennes des points A et B en coordonnées sphériques exprimées en fonction de la latitude et de la longitude sont :
{\displaystyle {\begin{cases}x_{A}=\cos(\lambda _{A})\cos(\varphi _{A})\\y_{A}=\sin(\lambda _{A})\cos(\varphi _{A})\\z_{A}=\sin(\varphi _{A})\end{cases}}}
et
{\displaystyle {\begin{cases}x_{B}=\cos(\lambda _{B})\cos(\varphi _{B})\\y_{B}=\sin(\lambda _{B})\cos(\varphi _{B})\\z_{B}=\sin(\varphi _{B})\end{cases}}}
de sorte que le cosinus de l'arc AB, égal au produit scalaire des deux vecteurs OA et OB, vaut :
{\displaystyle \left({\overrightarrow {OA}}{\bigg |}{\overrightarrow {OB}}\right)=\sin(\varphi _{A})\sin(\varphi _{B})+\cos(\varphi _{A})\cos(\varphi _{B})\cos(\lambda _{B}-\lambda _{A})}.
Le coefficient 60 devant l'arc cosinus provient du fait que le mille marin (1 852 m) correspond à une minute d'arc sur un grand cercle de la surface terrestre, et donc 60 milles marins correspondent à un degré. Par conséquent, si on exprime arccos(AB) en degrés, on obtient la distance en milles marins en multipliant cet arc cosinus par 60.
Exemple :
La distance orthodromique entre Paris (48° 51′ N, 2° 21′ E) et New York (40° 43′ N, 74° 00′ O) est d'environ 3 149 milles marins, soit 5 838 km, la Terre étant ici modélisée par une sphère d'une circonférence de 40 033 km.
On trouve également une expression de cette distance à l'aide de la fonction sinus verse (versin) ou de sa moitié (haversin):
{\displaystyle D=R\operatorname {versin} ^{-1}\left(\operatorname {versin} (\varphi _{B}-\varphi _{A})+\cos(\varphi _{A})\cos(\varphi _{B})\operatorname {versin} (\lambda _{B}-\lambda _{A})\right)}
{\displaystyle D=R\operatorname {haversin} ^{-1}\left(\operatorname {haversin} (\varphi _{B}-\varphi _{A})+\cos(\varphi _{A})\cos(\varphi _{B})\operatorname {haversin} (\lambda _{B}-\lambda _{A})\right)}

### Gain en distance par rapport à la loxodromie
Sur une courte distance, on peut confondre orthodromie et loxodromie. La distinction devient importante lors des voyages intercontinentaux, et surtout aux latitudes élevées.
À titre d'exemple, un voyage entre Paris et New York a une longueur loxodromique approximative de 6 079 km, et le parcours orthodromique permet de gagner 241 km. Le gain est de 1 618 km entre Paris et Tokyo, pour une longueur orthodromique de 9 712 km environ.

### Route initiale (cap du tronçon de route initial)
On calcule ici le cap de l'orthodromie reliant Paris à New York.
Le parcours le long d'une orthodromie ne se faisant pas à cap constant, on découpe en général celle-ci en tronçons plus courts où l'on garde un cap constant, propre à chaque tronçon. Le cap du premier tronçon, égal à celui de New York depuis Paris, correspond à l'angle Ro en degrés entre le nord et la tangente en A à l'orthodromie, compté dans le sens des aiguilles d'une montre. Un cap de 0° correspond au nord, 90° à l'est, 180° au sud, -90° ou 270° à l'ouest. L'angle Ro est donné par la formule suivante :
{\displaystyle \operatorname {cotan} R_{o}={\frac {\cos(\varphi _{A})\tan(\varphi _{B})}{\sin(\lambda _{B}-\lambda _{A})}}-{\frac {\sin(\varphi _{A})}{\tan(\lambda _{B}-\lambda _{A})}}}.
En effet, en prenant le rayon terrestre comme unité, le vecteur T tangent en A à l'orthodromie est égal à OB - (OB|OA)OA, où (OB|OA) désigne le produit scalaire des deux vecteurs. Ce vecteur appartient en effet au plan engendré par OA et OB, et est orthogonal à OA. Le vecteur unitaire u tangent en A au méridien et dirigé vers le nord a pour composantes {\displaystyle (-\cos(\lambda _{A})\sin(\varphi _{A}),-\sin(\lambda _{A})\sin(\varphi _{A}),\cos(\varphi _{A}))}. Le vecteur unitaire v tangent en A au parallèle et dirigé vers l'est a pour composantes {\displaystyle (-\sin(\lambda _{A}),\cos(\lambda _{A}),0)}. Ces deux vecteurs sont orthogonaux à OA. On a alors :
{\displaystyle \operatorname {cotan} R_{o}={\frac {(u,T)}{(v,T)}}={\frac {(u,OB)}{(v,OB)}}={\frac {\cos(\varphi _{A})\sin(\varphi _{B})-\sin(\varphi _{A})\cos(\varphi _{B})\cos(\lambda _{B}-\lambda _{A})}{\cos(\varphi _{B})\sin(\lambda _{B}-\lambda _{A})}}}
ce qui correspond à la  formule initiale.
Une autre formule possible est la suivante :
{\displaystyle \sin(R_{o})={\frac {\cos(\varphi _{B})\sin(\lambda _{B}-\lambda _{A})}{\sin(AB)}}}
où sin(AB) est le sinus de l'arc AB. On trouve directement cette relation en appliquant la formule des sinus en trigonométrie sphérique au triangle ABN, où N est le pôle Nord. Dans ce triangle, l'angle en A est Ro et est opposé à l'arc {\displaystyle BN={\frac {\pi }{2}}-\varphi _{B}}, et l'angle au pôle est {\displaystyle \lambda _{B}-\lambda _{A}} opposé à l'arc AB. On a donc :
{\displaystyle {\frac {\sin(AB)}{\sin(\lambda _{B}-\lambda _{A})}}={\frac {\cos(\varphi _{B})}{\sin(R_{o})}}}.
Exemple : Le premier cap à suivre pour aller de Paris (48° 51′ N, 2° 21′ E) à New York (40° 43′ N, 74° 00′ O) est de 291,79° ou -68,21°, soit une direction ouest-nord-ouest, alors que New York se situe pourtant à une latitude inférieure à celle de Paris. Ce cap est à comparer à celui de la loxodromie reliant les mêmes cités et qui est de 261,43° soit un cap constant proche de l'ouest.
L'orthodromie Paris-New York survole la Manche puis la Cornouailles britannique et le Nord de la mer Celtique avant de passer à un peu moins de 20 kilomètres de la pointe sud-ouest de l'Irlande ; en Amérique, la ligne traverse successivement Terre-Neuve, le Nord de l'île du Cap-Breton et le Nord-Ouest de la péninsule de  Nouvelle-Écosse avant de parvenir à New York.

### Coordonnées du vertex
Les vertex sont les deux points du grand cercle passant par A et B de latitude extrême (maximale ou minimale). Les deux vertex sont diamétralement opposés et l'orthodromie y coupe le méridien à angle droit. Par conséquent, les tangentes respectives du méridien et du grand cercle porteur de  l'orthodromie sont aussi perpendiculaires. On en conclut qu'au point du vertex l'orthodromie est une route est-ouest croisant une route nord-sud (le méridien).  Cependant les vertex ne se situent pas nécessairement sur la trajectoire entre A et B. À titre d'exemple, le grand cercle portant l'orthodromie Paris-São Paulo a son vertex sur la position  62° 46′ S, 123° 44′ O, soit à une latitude beaucoup plus méridionale et à une longitude plus à l'ouest que la position de la grande  ville brésilienne (23° 33′ S, 46° 38′ O). 
Il est naturellement possible de  vérifier les caps de l'orthodromie depuis le vertex avec les formules reprises dans le paragraphe « route initiale ». Les coordonnées du vertex sont communiquées ci-dessous pour les relations Paris-New York et Paris-Tokyo. Les vertex d'une orthodromie coïncidant avec un méridien sont le pôle Nord et le pôle Sud.

#### Latitude
Le cosinus de la latitude du vertex est donné par :
{\displaystyle \cos(\varphi _{V})=\left|\sin(R_{o})\right|\cos(\varphi _{A})\,}.
Pour le voir, on applique la formule des sinus en trigonométrie sphérique au triangle AVN, où V est le vertex et N le pôle Nord. Dans ce triangle, l'angle en V est droit, et opposé à l'arc {\displaystyle AN={\frac {\pi }{2}}-\varphi _{A}}. L'angle en A est Ro et est opposé à l'arc {\displaystyle VN={\frac {\pi }{2}}-\varphi _{V}}. On a donc :
{\displaystyle {\frac {\cos(\varphi _{A})}{\sin(\pi /2)}}={\frac {\cos(\varphi _{V})}{\left|\sin(R_{o})\right|}}}.
Exemple : Entre Paris (48° 51′ N, 2° 21′ E) et New York (40° 43′ N, 74° 00′ O), le vertex se situe à une latitude de 52,33°, supérieure à la latitude des deux villes.

#### Longitude
La différence de longitude entre le point de départ et le vertex est donnée par :
{\displaystyle \cos(\lambda _{V}-\lambda _{A})={\frac {\tan(\varphi _{A})}{\tan(\varphi _{V})}}}
En effet, on applique la formule des cosinus en trigonométrie sphérique au triangle AVN, où V est le vertex et N le pôle Nord. Dans ce triangle, l'angle en V est droit, et opposé à l'arc {\displaystyle AN={\frac {\pi }{2}}-\varphi _{A}}. L'angle en A est Ro et est opposé à l'arc {\displaystyle VN={\frac {\pi }{2}}-\varphi _{V}}. L'angle en N est {\displaystyle \lambda _{V}-\lambda _{A}} et opposé à l'arc AV. On a donc :
{\displaystyle \cos \left({\frac {\pi }{2}}-\varphi _{A}\right)=\cos(AV)\cos \left({\frac {\pi }{2}}-\varphi _{V}\right)+\sin(AV)\sin \left({\frac {\pi }{2}}-\varphi _{V}\right)\cos \left({\frac {\pi }{2}}\right)}
et donc :
{\displaystyle \sin(\varphi _{A})=\cos(AV)\sin(\varphi _{V})}
On a également :
{\displaystyle \cos(AV)=\cos \left({\frac {\pi }{2}}-\varphi _{A}\right)\cos \left({\frac {\pi }{2}}-\varphi _{V}\right)+\sin \left({\frac {\pi }{2}}-\varphi _{A}\right)\sin \left({\frac {\pi }{2}}-\varphi _{V}\right)\cos(\lambda _{V}-\lambda _{A})}
et donc :
{\displaystyle \cos(AV)=\sin(\varphi _{A})\sin(\varphi _{V})+\cos(\varphi _{A})\cos(\varphi _{V})\cos(\lambda _{V}-\lambda _{A})}
On obtient la relation voulue en remplaçant {\displaystyle \cos(AV)} dans {\displaystyle \sin(\varphi _{A})=\cos(AV)\sin(\varphi _{V})} par la valeur donnée dans la deuxième relation.
Exemple 1 : Entre Paris (48° 51′ N, 2° 21′ E) et New York (40° 43′ N, 74° 00′ O), l'écart de longitude entre Paris et le vertex est de 27,93°. Connaissant la longitude du point de départ, on déduit que les coordonnées complètes du vertex sont : 52° 20′ N, 25° 35′ O, soit la longitude du détroit de Danemark et à peu près la latitude de la ville de Rugby, au Royaume-Uni.
Exemple 2 : Entre Paris (48° 51′ N, 2° 21′ E) et Tokyo (35° 41′ N, 139° 45′ E), l'écart de longitude entre Paris et le vertex est de 63,57° et les coordonnées complètes du vertex sont : 68° 45′ N, 65° 55′ E,  soit un point situé en Russie européenne au nord de l'Oural septentrional, dans l'okrug de Iamalie et non loin de la mer de Kara.

## Autres modèles de la Terre
La situation se complique considérablement si on prend pour la Terre un modèle autre que sphérique. D'une part, les définitions peuvent varier, mais la détermination explicite d'une orthodromie peut se révéler en général impossible à calculer. 
On conserve généralement comme définition de l'orthodromie la courbe reliant deux points donnés et de longueur minimale, mais on trouve aussi comme définition celle d'une géodésique. Or les deux notions peuvent se révéler différentes. Par exemple, dans le cas d'un ellipsoïde de révolution aplati, l'équateur est une géodésique mais pas une orthodromie, car si on prend deux points diamétralement opposés sur cet équateur, il est plus court de les joindre en passant par les pôles. Enfin, on peut aussi trouver comme définition de l'orthodromie la trace sur la surface terrestre du plan passant par le centre de la Terre et les deux points à relier. Cette définition permet une détermination plus facile de la courbe et dans le cas de notre ellipsoïde de révolution, l'équateur redevient dans ce cas une orthodromie si les deux points sont situés sur la ligne équatoriale.